# Perillo
Perillo di Atene (... – Akragas, ...; fl. VI secolo a.C.) è stato un inventore greco antico, leggendario ideatore del Toro di Falaride.

## Biografia
Egli, quale fonditore di ottone, presentò al tiranno di Agrigento, Falaride, un sistema per giustiziare i criminali. La sua invenzione consisteva nella riproduzione in ottone della sagoma di un toro, cavo all'interno, entro il quale venivano chiusi i condannati a morte: esso aveva la bocca congegnata in maniera tale che, una volta arroventato sopra una pira, i lamenti del malcapitato venissero trasformati in muggiti del tutto simili a quelli di una bestia vera. 
Falaride fu ammaliato dallo strumento di tortura ma volle punire l'inventore per la cinicità della sua idea; così, dopo averlo lodato, dispose che il toro venisse provato su Perillo stesso: l'inventore venne rinchiuso nella sua stessa invenzione. Estratto da essa poco prima di esserne ucciso, il perfido tiranno lo condannò a morte facendolo gettare da una rupe. 
La leggenda vuole che lo stesso Falaride  abbia provato la micidiale esperienza di venire rinchiuso nel toro di bronzo, quando il suo spodestatore Telemaco lo fece giustiziare proprio con questo sistema.